# Oakland Roots Sports Club
L'Oakland Roots Sports Club è una società calcistica professionistica statunitense con sede a Oakland, in California, che disputa le proprie partite casalinghe presso il Laney College Stadium, impianto dotato di una capienza di 5.500 posti.
Dal 2021 militerà nel campionato di seconda divisione, la USL Championship.

## Storia
L'Oakland Roots Sports Club fu fondato nel luglio 2018 da un gruppo di investitori guidati da Benno Nagel e Edreece Arghandiwal. Il club avrebbe dovuto debuttare nella NPSL Members Cup, competizione che sarebbe dovuta essere l'apripista per la NPSL Pro, un campionato professionistico di terzo livello organizzato dalla National Premier Soccer League, ma alla fine optò per iscriversi alla prima stagione di una nuova lega di terza divisione, la National Independent Soccer Association (NISA). La squadra si affermò sin da subito come una delle più seguite del campionato, facendo registrare quattro sold-out nei quattro incontri di stagione regolare della Fall Season della NISA e inoltre si contraddistinse sin dall'origine per la propria attenzione a temi di natura sociale.
Sul campo, il debutto ufficiale della squadra avvenne il 31 agosto 2018, in quella che fu la prima partita della storia della NISA: l'incontro, disputato in casa contro i California United Strikers, terminò con un pirotecnico 3-3. La stagione 2019-2020 del campionato non fu però portata a termine, venendo infatti cancellata a causa dello scoppio della pandemia di coronavirus.
Alla ripresa del campionato, nella Fall Season 2020, il club si dimostrò più competitivo e raggiunse la finale del campionato, dove venne però sconfitto in rimonta dal Detroit Ciy con il risultato finale di 2-1.
Il 15 settembre 2020 la società fu ammessa alla USL Championship, la seconda divisione del calcio statunitense, in cui debuttò nella stagione 2021. Il primo incontro degli Oakland Roots nel nuovo campionato si disputò l'8 maggio 2021 in occasione della sconfitta per 3-0 sul campo del Phoenix Rising, mentre la prima vittoria del club nella nuova lega arrivò invece qualche settimana dopo, il 23 maggio, con un 3-2 sul campo degli LA Galaxy II.

## Stadio
L'Oakland Roots disputa le proprie partite casalinghe nello stadio del campus del Laney College, a breve distanza dal Lago Merritt appena fuori dal centro cittadino. Prima di ogni incontro il club installa un proprio manto in erba sintetica, specifico per il calcio.
La squadra si allena invece nelle strutture del College di Alameda.

## Società

### Sponsor
- 2019- Nike

## Allenatori
- 2019  Paul Bravo
- 2020-in carica  Jordan Ferrell

## Palmarès

### Altri piazzamenti
- NISA:

Finalista: Fall 2020-2021

## Statistiche e record

### Partecipazioni ai campionati nazionali
| Livello | Categoria        | Partecipazioni | Debutto | Ultima stagione | Totale |
| ------- | ---------------- | -------------- | ------- | --------------- | ------ |
| 2º      | USL Championship | 1              | 2021    | -               | 1      |
| 3º      | NISA             | 2              | 2019    | 2020            | 2      |